# Abstinens
Abstinens (substantiv, härleds ur lat abstiner verb i neutrum) betyder i sin översättning 'avhållsamhet'. Det avser avhållsamhet från till exempel njutningsmedel och sexuell aktivitet. Som medicinsk term innebär det att en person upphör att använda läkemedel, alkohol, tobak eller narkotika.

## Abstinensbesvär
I svenska språket förekommer vardagligt ordet abstinens i begreppet 'abstinensbesvär'.
Abstinensbesvär syftar till 'det besvär en person som bryter en inrotad vana upplever'.
Abstinens förekommer även i adjektivformen 'abstinent' som en beskrivning av den personens tillstånd.
Normalt syftar man på avhållsamhet från någon beroendeframkallande drog, exempelvis alkohol (beskrivs i artikeln om alkoholabstinens), nikotin, bensodiazepiner eller opiater, när man talar om abstinens. I dessa fall är abstinenssymptomen ofta högst påtagliga såväl fysiskt som psykiskt, eftersom den abstinens personen har dragit på sig är ett kemiskt beroende genom bruket av sin drog. 
Även andra vanor som inte inbegriper tillförsel av kemiska substanser kan vara så inrotade att de kan ses som ett beroende, och där sålunda abstinensbesvär i olika former förekommer vid avhållsamhet. Hit hör exempelvis spelberoende och tvångsmässig promiskuitet men på senare tid har även shoppingberoende blivit ett stort problem, som för många är svårt att avstå från. De abstinenssymptom som uppträder i dessa fall är av psykologisk karaktär, men en form av kemiskt beroende finns också, i det avseendet att de signalsystem i hjärnan som aktiveras vid ett ex beteende (ständig shopping, spel- eller sexmissbruk) vid avhållsamhet blir understimulerade. Även om det handlar om endogena substanser ej tillförda utifrån, utan producerade i kroppen) är det att likna vid ett kemiskt beroende av till exempel droger eller nikotin. Alla abstinenssymtom går över med tiden.